# Alessandro Pozzi
Alessandro Pozzi (* 24. Dezember 1954 in Capiago Intimiano) ist ein ehemaliger italienischer Radrennfahrer.

## Sportliche Laufbahn
Als Amateur startete er für den Verein G.S. Lema Mobili. 1975 startete er mit der Nationalmannschaft in der Tour de l’Avenir und belegte den 5. Rang der Gesamtwertung. Er siegte 1977 im Eintagesrennen Montecarlo–Alassio. 1978 gewann er die Trofeo Taschini, den Gran Premio La Torre und die Trofeo Minardi sowie die Settimana Ciclistica Lombarda mit einem Etappensieg. Dazu kam ein Etappenerfolg im Giro delle Regioni und im Giro Ciclistico d’Italia.
Pozzi wurde 1979 Berufsfahrer im Radsportteam Bianchi-Piaggio, er blieb bis 1989 als Profi aktiv. 1982 konnte er eine Etappe der Schweden-Rundfahrt gewinnen.
Neunmal startete er im Giro d’Italia, wobei er bei allen Rundfahrten das Ziel erreichte. Sein bestes Resultat in der Gesamteinzelwertung erreichte er 1980 mit dem 14. Platz.
In der Tour de France startete er viermal. Er wurde 1979 32., 1986 91., 1987 81. und 1988 beendete er die Tour auf dem 79. Platz.